# Андреа Чіпресса
Андреа Чіпресса (італ. Andrea Cipressa, нар. 14 грудня 1963, Венеція, Італія) — італійський фехтувальник на рапірах, олімпійський чемпіон 1984 року, триразовий чемпіон світу.

## Виступи на Олімпіадах
| Олімпіада         | Дисципліна      | Місце |
| ----------------- | --------------- | ----- |
| Лос-Анджелес 1984 | командна рапіра | 1     |
| Сеул 1988         | командна рапіра | 7     |